# Rivière Gagnon
Rivière Gagnon är ett vattendrag i Kanada.   Det ligger i provinsen Québec, i den sydöstra delen av landet, 270 km öster om huvudstaden Ottawa. Rivière Gagnon ligger vid sjön Lac Saint-Paul.
I omgivningarna runt Rivière Gagnon växer i huvudsak blandskog. Runt Rivière Gagnon är det glesbefolkat, med 11 invånare per kvadratkilometer.